# .fo
Pour les articles homonymes, voir FO.
.fo est le domaine de premier niveau national (country code top level domain : ccTLD) réservé aux Îles Féroé.